# Gabriele Balducci

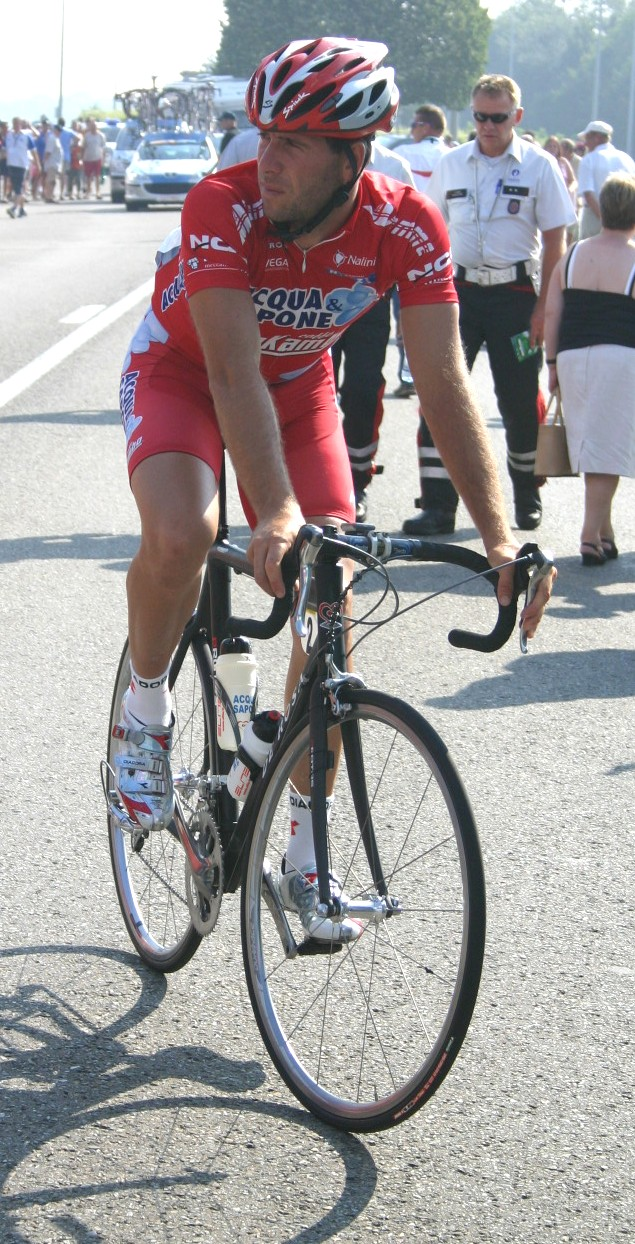
Gabriele Balducci 2006

Gabriele Balducci (* 3. November 1975 in Pontedera) ist ein ehemaliger italienischer Radrennfahrer.
1993 gewann Gabriele Balducci das Junioren-Rennen des Giro della Toscana. 1997 unterschrieb er einen Vertrag bei dem Radsport-Team Refin. 1997 gewann er zum Saisonauftakt das Rennen Nizza–Alassio, das in jenem Jahr den Namen Alassio Cup trug. 1998 gewann er eine Etappe bei Tirreno–Adriatico. Im folgenden Jahr sicherte er sich den Sieg bei dem Eintagesrennen Giro del Lago Maggiore. 2001 sowie 2007 entschied er jeweils eine Etappe der Mittelmeer-Rundfahrt für sich entschied. 2008 gewann er jeweils zwei Abschnitte des Giro della Provincia di Reggio Calabria sowie der Settimana Ciclistica Lombarda. Im selben Jahr beendete er seine Radsport-Laufbahn.

## Palmarès
1998
- eine Etappe Tirreno–Adriatico

1999
- Giro del Lago Maggiore

2001
- eine Etappe Mittelmeer-Rundfahrt

2003
- eine Etappe Giro della Liguria

2007
- eine Etappe Mittelmeer-Rundfahrt

2008
- eine Etappe Giro della Provincia di Reggio Calabria
- eine Etappe Settimana Ciclistica Lombarda

## Teams
- 1997 Refin
- 1998 Scrigno-Gaerne
- 1999 Navigare-Gaerne
- 2000 Fassa Bortolo
- 2001 Tacconi Sport-Vini Caldirola
- 2002 Tacconi Sport
- 2003 Vini Caldirola-Saunier Duval
- 2004 Saeco
- 2005 Acqua & Sapone-Adria Mobil
- 2006 Acqua & Sapone
- 2007–2008 Acqua & Sapone-Caffè Mokambo